# Spearville (Kansas)
Spearville é uma cidade localizada no estado americano de Kansas, no Condado de Ford.

## Demografia
Segundo o censo americano de 2000, a sua população era de 813 habitantes.
Em 2006, foi estimada uma população de 872, um aumento de 59 (7.3%).

## Geografia
De acordo com o United States Census Bureau tem uma área de
1,6 km², dos quais 1,6 km² cobertos por terra e 0,0 km² cobertos por água. Spearville localiza-se a aproximadamente 750 m acima do nível do mar.

## Localidades na vizinhança
O diagrama seguinte representa as localidades num raio de 32 km ao redor de Spearville.